# Длуги-Конт (Люблинское воеводство)
Длуги-Конт (пол. Długi Kąt) — деревня в Билгорайском повете Люблинского воеводства Польши. Входит в состав гмины Юзефув. По данным переписи 2011 года, в деревне проживал 781 человек.

## География
Деревня расположена на юго-востоке Польши, в пределах центральной части Расточья, на расстоянии приблизительно 29 километров к востоку от города Билгорай, административного центра повета. Абсолютная высота — 281 метр над уровнем моря. Через населённый пункт проходит региональная автодорога 853.

## История
Длуги-Конт был основан в первой половине XVII века. В 1827 году имелось 40 домов и проживало 200 жителей. По состоянию на 1921 год численность населения составляла 387 человек.
В период с 1975 по 1998 годы деревня входила в состав Замойского воеводства.

## Население
Демографическая структура по состоянию на 31 марта 2011 года:
|         | Всего | До трудоспособного возраста | Трудоспособного возраста | Старше трудоспособного возраста |
| ------- | ----- | --------------------------- | ------------------------ | ------------------------------- |
| Мужчины | 355   | 55                          | 254                      | 46                              |
| Женщины | 426   | 73                          | 239                      | 114                             |
| Всего   | 781   | 128                         | 493                      | 160                             |